# Colette Flesch
Colette Flesch (n. 16 aprilie 1937, Luxemburg) este un om politic luxemburghez, membru al Parlamentului European în perioada 1999-2004 din partea Luxemburgului.